# Ciclón Mónica
El ciclón tropical severo Mónica fue el ciclón tropical más intenso, en términos de vientos máximos sostenidos, registrado para impactar a Australia, empatado con el ciclón Marcus en 2018. La decimoséptima y última tormenta de la temporada de ciclones de la región australiana de 2005–06, Mónica se originó a partir de un zona de baja presión frente a la costa de Papua Nueva Guinea el 16 de abril de 2006. La tormenta se convirtió rápidamente en un ciclón de categoría 1 al día siguiente, momento en el que se le dio el nombre de Mónica. Viajando hacia el oeste, la tormenta se intensificó hasta convertirse en un ciclón tropical severo antes de tocar tierra en el extremo norte de Queensland, cerca del río Lockhart, el 19 de abril de 2006. Después de moverse sobre tierra, la convección asociada con la tormenta se desorganizó rápidamente.
El 20 de abril de 2006, Monica emergió al Golfo de Carpentaria y comenzó a intensificarse nuevamente. Durante los días siguientes, se formó una convección profunda alrededor de un ojo de 37 km (23 millas) de ancho. A principios del 22 de abril de 2006, la Oficina de Meteorología (BoM) evaluó que Mónica había alcanzado el estatus de categoría 5, en la escala de intensidad de ciclones de Australia. El Centro Conjunto de Advertencia de Tifones (JTWC) también actualizó a Mónica a un ciclón equivalente a categoría 5, en la escala de huracanes de Saffir-Simpson (EHSS). La tormenta alcanzó su intensidad máxima al día siguiente con vientos de 250 km/h (155 mph) y una presión barométrica de 916 hPa (mbar; 27,05 inHg). El 24 de abril de 2006, Mónica tocó tierra a unos 35 km (22 millas) al oeste de Maningrida, con la misma intensidad. Se produjo un debilitamiento rápido a medida que la tormenta avanzaba sobre la tierra. Menos de 24 horas después de tocar tierra, la tormenta se había debilitado a un mínimo tropical. Los restos del antiguo ciclón de categoría 5 persistieron hasta el 28 de abril de 2006 en el norte de Australia.
En contraste con la intensidad extrema del ciclón, resultó un daño estructural relativamente pequeño. No se informó que se hubieran producido heridos durante la existencia de la tormenta y las pérdidas se estimaron en 6,6 millones de dólares australianos (5,1 millones de dólares estadounidenses). Sin embargo, se produjeron graves daños medioambientales. En el territorio del Norte, un área de unos 7.000 km2 (4.300 mi2) fue defoliada por las fuertes ráfagas de viento de Mónica. En respuesta a la gran pérdida de superficie boscosa, se afirmó que la zona tardaría varios cientos de años en volver a florecer.

## Antecedentes

### Incertidumbre en la fuerza máxima
La Oficina de Meteorología utiliza vientos sostenidos de 10 minutos, mientras que el Centro Conjunto de Advertencia de Tifones utiliza vientos sostenidos de un minuto. La intensidad máxima de la Oficina de Meteorología para Mónica fue de 250 km/h (155 mph) en 10 minutos sostenidos, o 285 km/h (180 mph) en un minuto sostenido. La intensidad máxima del Centro Conjunto de Advertencia de Tifones (JTWC) para Mónica fue de 285 km/h (180 mph) en un minuto sostenido, o 250 km/h (155 mph).
Mientras la tormenta estaba activa, el Centro de Advertencias de Ciclones Tropicales de Darwin de la Oficina de Meteorología estimó que Monica había alcanzado su punto máximo con una presión mínima de 905 hPa (26,72 inHg). Sin embargo, durante su análisis posterior de Mónica, el Centro de Advertencia de Ciclones Tropicales de Darwin estimó usando la relación presión-viento Love-Murphy, que el sistema tenía una presión mínima de 916 hPa (27.05 inHg). Sin embargo, desde entonces, la BoM ha comenzado a utilizar la relación presión-viento de Knaff, Zehr y Courtney, que ha estimado que Mónica tenía una presión mínima de 905 hPa (26,72 inHg). Otras estimaciones de presión incluyen la presión estimada posterior al análisis del Centro Conjunto de Advertencia de Tifones de 879 hPa (25,96 inHg) y la técnica Dvorak avanzada de la universidad de Wisconsin-Madison, que estimó una presión mínima de 868,5 hPa (25,65 inHg). La estimación de la presión de la técnica avanzada Dvorak sugeriría que el sistema fue el ciclón tropical más intenso jamás registrado en todo el mundo, ya que la presión está por debajo de la del actual poseedor del récord mundial, como el tifón Tip de 1979. En 2010, Stephen Durden del Laboratorio de Propulsión a Chorro de la NASA estudió la presión mínima del ciclón Mónica y sugirió que el sistema probablemente alcanzó su punto máximo entre 900 y 920 hPa (26,58 a 27,17 inHg) y refutó enérgicamente las afirmaciones de que Mónica era el ciclón tropical más fuerte registrado.

## Historia meteorológica

### Orígenes
El ciclón tropical severo Mónica se originó en un área de baja presión que se formó a principios del 16 de abril de 2006 frente a la costa de Papua Nueva Guinea. La baja se organizó rápidamente, con una convección profunda desarrollándose sobre el centro de baja presión. Más tarde ese día, el Centro Conjunto de Advertencia de Tifones (JTWC) emitió una Alerta de Formación de Ciclón Tropical (TCFA) a medida que el sistema se organizaba cada vez más. Temprano al día siguiente, la Oficina de Meteorología en Brisbane en Australia, declaró que la baja se había convertido en un ciclón de categoría 1 en la escala de ciclones tropicales de Australia, con vientos que alcanzaban los 65 km/h (40 mph). Al ser clasificada como ciclón, la tormenta recibió el nombre de Mónica. Al mismo tiempo, el Centro Conjunto de Advertencia de Tifones (JTWC) designó a Monica como ciclón tropical 23P. Monica siguió generalmente hacia el oeste, hacia el extremo norte de Queensland, en respuesta a una cresta de nivel bajo a medio hacia el sur.
La baja cizalladura del viento y la buena divergencia en la trayectoria de la tormenta permitieron una intensificación continua a medida que avanzaba hacia el oeste. A última hora del 17 de abril, Monica se intensificó hasta convertirse en un ciclón de categoría 2, con vientos que alcanzaron los 95 km/h (60 mph). A las 12:00 UTC del 18 de abril, la Oficina de Meteorología convirtió a Monica en un ciclón tropical severo, una categoría 3 en la escala australiana. Esto siguió a un aumento en el flujo de salida de la tormenta y un nublado denso central fluctuante. Varias horas después, el Centro Conjunto de Advertencia de Tifones (JTWC) actualizó a Monica al equivalente de un huracán de categoría 1 en la escala de huracanes de Saffir-Simpson. Durante la tarde del 19 de abril, la tormenta tocó tierra aproximadamente a 40 km (25 millas) al sur-sureste del río Lockhart con vientos de 130 km/h (80 mph). Al mismo tiempo, el Centro Conjunto de Advertencia de Tifones (JTWC) evaluó que Monica se había intensificado en una tormenta equivalente a Categoría 2 con vientos de 155 km/h (100 mph).

### Interacción en tierra y debilitamiento

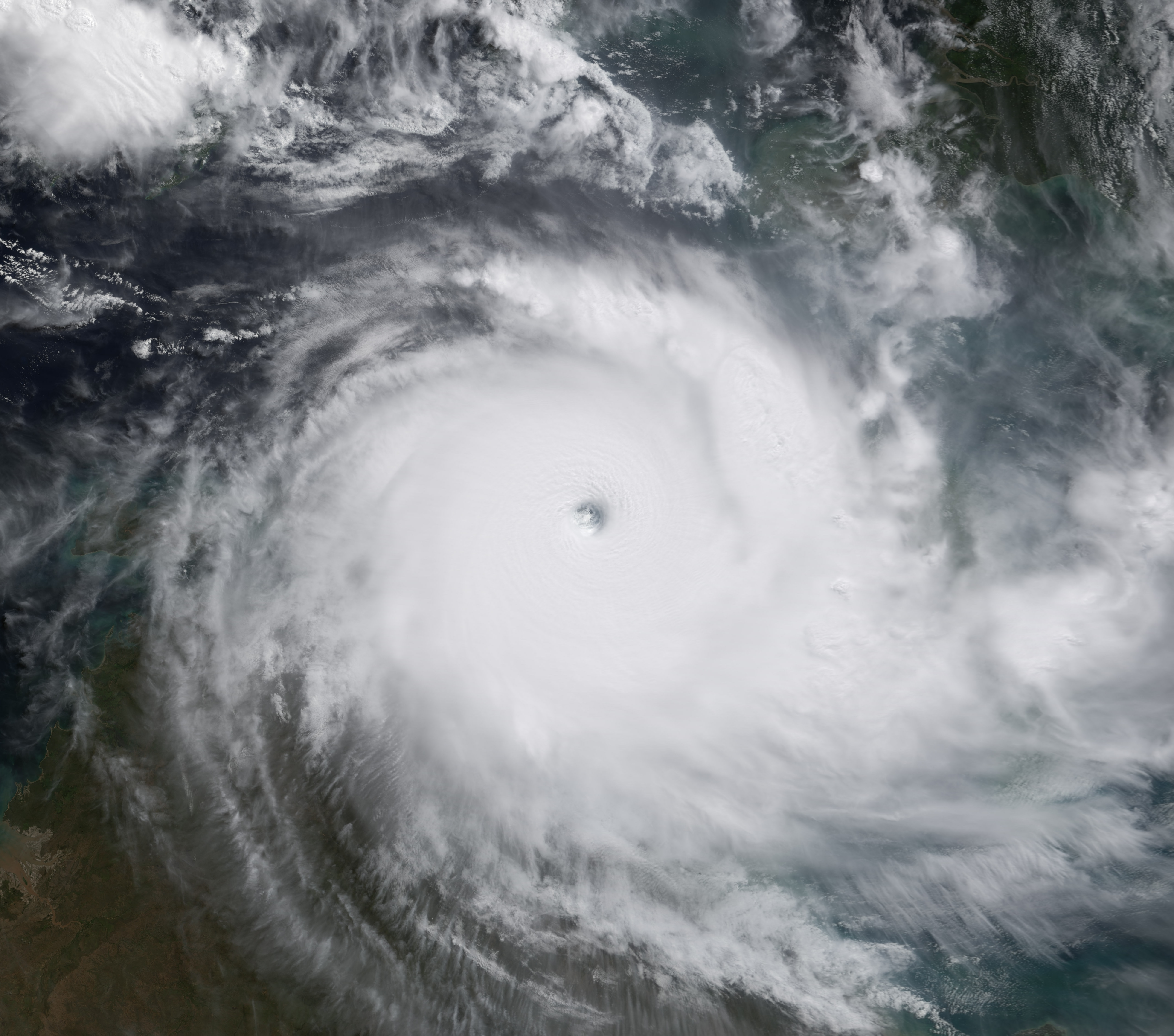
Vista de imagen del satélite tomada por la NASA; el ciclón tropical severo Mónica tocando tierra como un ciclón categoría 5 el 24 de abril de 2006

El ciclón Monica alcanzó su máxima intensidad el 23 de abril cerca de Cape Wessel con una presión barométrica de 916 hPa (mbar; 27,05 inHg). Los vientos máximos fueron estimados en 250 km/h (155 mph) por la Bureau de Meteorología, mientras que el Centro Conjunto de Advertencia de Tifones (JTWC) evaluó que habían alcanzado vientos de 285 km/h (180 mph). Utilizando la técnica Dvorak, la intensidad máxima del ciclón se estimó en un número T de 7.5 según la División de Análisis de Satélites (SAB), sin embargo, la Técnica Avanzada de Dvorak del CIMSS estimó automáticamente en T8.0, la clasificación más alta en la escala de Dvorak. Sin embargo, dado que Centro Conjunto de Advertencia de Tifones (JTWC), SAB y CIMSS no son los centros de alerta oficiales para ciclones australianos, estas intensidades siguen siendo no oficiales.
El 24 de abril, la cresta de nivel medio al sur de Mónica se debilitó, lo que provocó que la tormenta girara hacia el suroeste. Después de esto, la tormenta tocó tierra en el territorio del Norte, aproximadamente a 35 km (22 millas) al oeste de Maningrida, como un ciclón de categoría 5 con vientos de 250 km/h (155 mph). Poco después de tocar tierra, la tormenta se debilitó extremadamente rápido. La mayor parte de la actividad convectiva asociada con la tormenta se disipó a las nueve horas de haber llegado a tierra. Esto resultó en una disminución de los vientos máximos de la tormenta en 155 km/h (100 mph) en un lapso de 12 horas. Después de este rápido debilitamiento, la tormenta giró bruscamente hacia el oeste moviéndose sobre la ciudad de Jabiru como un ciclón de categoría 2. A las seis horas de pasar por esta ciudad, la Bureau de Meteorología degradó a Mónica a un nivel bajo tropical, ya que la tormenta ya no producía vientos huracanados. El Centro Conjunto de Advertencia de Tifones (JTWC) emitió su aviso final sobre la tormenta a las 18:00 UTC de ese día. Los remanentes de Mónica persistieron durante varios días más, siguiendo cerca de Darwin el 25 de abril antes de girar hacia el sureste y acelerar sobre el territorio del Norte. Los remanentes finalmente se disiparon el 28 de abril sobre el centro de Australia.

## Preparaciones e impacto

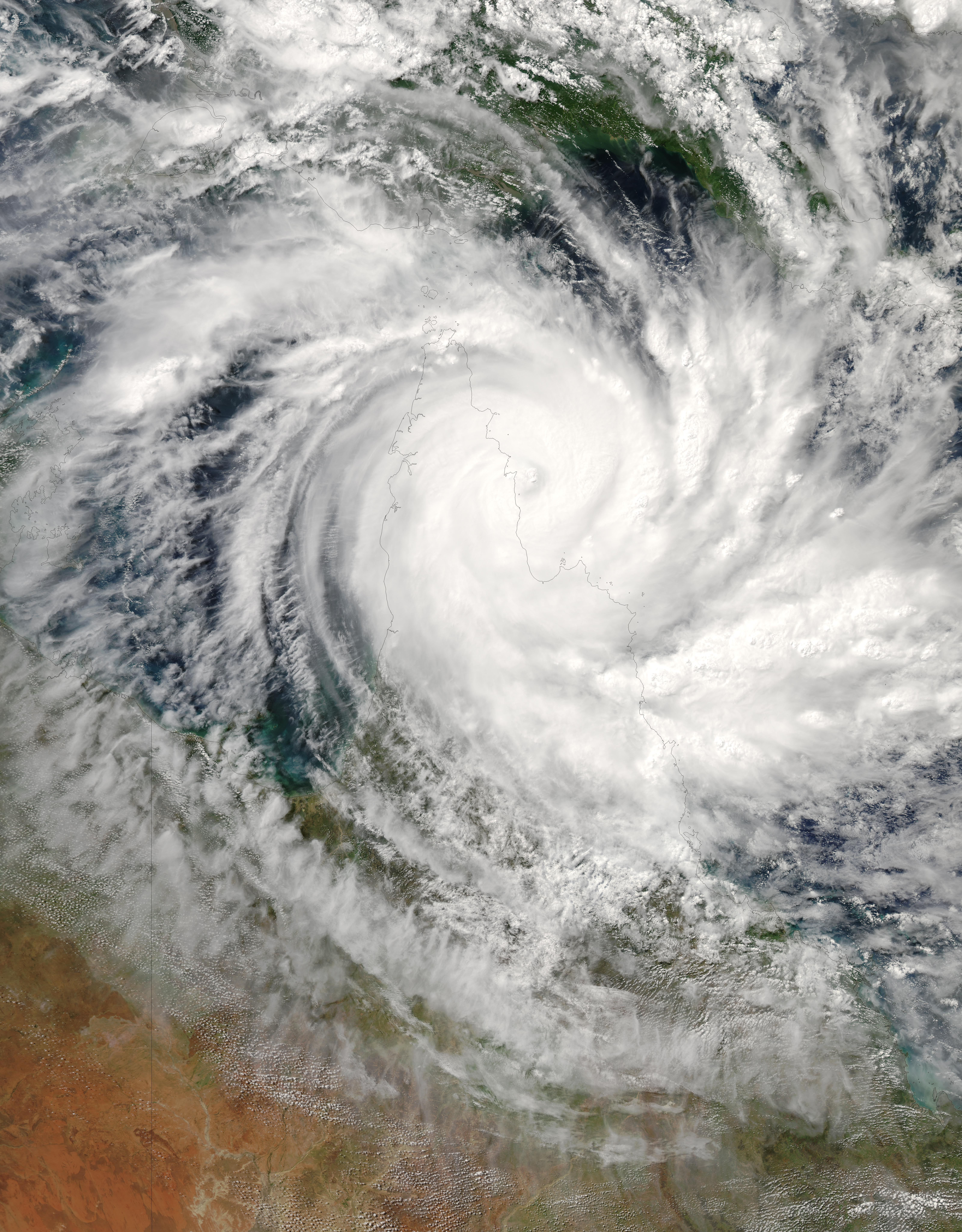
El ciclón tropical severo Mónica cuando tocó tierra en el extremo norte de Queensland el 19 de abril de 2006

### Australia

#### Queensland
Tras ser declarado ciclón tropical Mónica el 17 de abril, la Oficina de Meteorología emitió una advertencia de vendaval para las áreas a lo largo de la costa este de Far North Queensland. Varias horas después, se emitió una advertencia de ciclón para las áreas del noreste a medida que la tormenta se intensificaba. Se planeó evacuar a unas 1.000 personas en el extremo norte de Queensland antes de que los funcionarios cerraran las principales carreteras de la zona. Los servicios de ferry en la Gran Barrera de Coral y los vuelos dentro y fuera de la región fueron cancelados. Sin embargo, no se llevaron a cabo evacuaciones según la Gestión de Emergencias en Australia. Una comunidad aborigen de 700 habitantes, ubicada alrededor de la desembocadura del río Lockhart, se encontraba en el camino directo de la tormenta. El director ejecutivo de la comunidad declaró que estaban listos para la tormenta, ya que no habían sufrido pérdidas por el ciclón Ingrid que afectó la misma área en 2005.
Se registraron pocos daños en Queensland, a pesar de que el ciclón Mónica fue un ciclón de categoría 3, ya que la tormenta impactó una región escasamente poblada de la península de Cape York. Se registró una marejada ciclónica de 1,23 m (4,0 pies) en Mossman y se registraron olas de hasta 4,24 m (13,9 pies) en Weipa. Las fuertes lluvias también se asociaron con la tormenta, que superaron los 400 mm (16 pulgadas) cerca de donde Mónica tocó tierra. Se registraron ráfagas de viento de hasta 109 km/h (68 mph) mientras la tormenta atravesaba la península. Las autoridades informaron que alrededor del 15 por ciento de las estructuras a lo largo del río Lockhart sufrieron daños menores. También se informó de pequeñas inundaciones costeras debido a Mónica. Tres isleños del Estrecho de Torres fueron rescatados después de 22 días a la deriva en el mar tras el paso del ciclón por el estrecho de Torres, al norte de Queensland continental.

#### Territorio del Norte

Bucle de satélite infrarrojo del ciclón Mónica tocando tierra en el Territorio del Norte

Los funcionarios cerraron las escuelas en toda la región antes de la tormenta el 24 de abril y aconsejaron a las personas que evacuaran. También se estableció un toque de queda a las 10 pm para mantener a la gente fuera de las calles durante la noche. Los recorridos locales en el territorio fueron pospuestos o cancelados debido a la tormenta. También se cancelaron varios vuelos de entrada y salida de Darwin, al igual que la marcha del Día ANZAC. Alcan, el segundo mayor productor de aluminio del mundo, advirtió a los clientes sobre posibles interrupciones en el suministro de los contratos de su refinería Gove. La mina de uranio Ranger de Rio Tinto Group cesó sus operaciones el 24 de abril, "como medida de precaución".
En un momento, se pronosticó que Mónica pasaría directamente sobre la isla Goulburn. En respuesta, las autoridades evacuaron a 337 residentes de la isla a refugios instalados en Pine Creek. Numerosas escuelas en la región amenazada, especialmente en Darwin, fueron cerradas antes de la llegada de Mónica. Se abrieron varios refugios en Darwin a principios del 24 de abril en previsión de una afluencia de evacuados. Las tiendas de toda el área informaron un aumento en las ventas de suministros para tormentas, y algunas redujeron los precios de artículos específicos. El mismo día, la Liga de Darwin Devueltos y Servicios de Australia canceló todos los servicios y marchas del Día ANZAC en Darwin que se iban a llevar a cabo al día siguiente, para garantizar la seguridad de los posibles participantes.

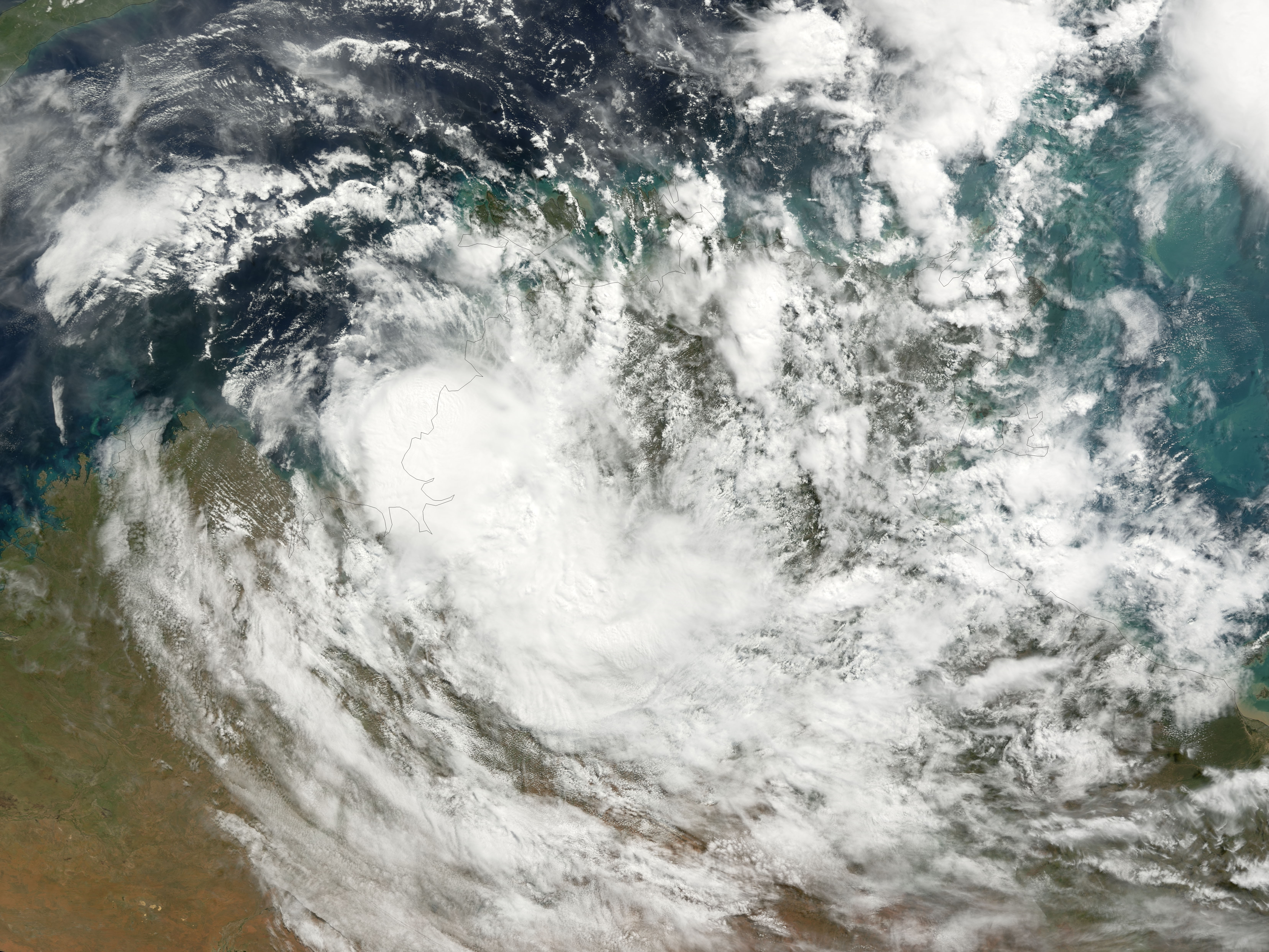
Los remanentes de Mónica, una enorme masa de nubes que oscurece gran parte del norte de Australia el 26 de abril de 2006.

Las islas Wessel, ubicadas frente a la costa de la región, sufrieron daños importantes por la tormenta. Los árboles de mangle fueron arrancados de raíz en todas las islas y las dunas de arena fueron destruidas. Una estación remota ubicada en una de las islas fue destruida por el ciclón. La precipitación más alta de la tormenta en 24 horas se registró cerca de Darwin con 340 mm (13 pulgadas). Un total de tormentas para la misma área se registró en 383 mm (15,1 pulgadas), superando el récord de lluvia para todo el mes de abril establecido en 1953. Aunque la tormenta tocó tierra con su máxima intensidad en el territorio del Norte de Australia, las áreas afectadas estaban escasamente pobladas. Alrededor de la región donde Mónica tocó tierra, hubo evidencia de una marejada ciclónica de 5 a 6 m (16,4 a 19,6 pies) en Junction Bay.
Ráfagas de viento de hasta 148 km/h (92 mph) derribaron líneas eléctricas en Maningrida; 12 casas sufrieron daños por árboles caídos en Jabiru; y se informó de daños importantes en Oenpelli. Aproximadamente 1.000 personas también perdieron el servicio telefónico en la región. Varias carreteras fueron bloqueadas por árboles caídos en toda el área. Un centro turístico en Jabiru sufrió daños importantes y estuvo cerrado durante dos semanas después de la tormenta. Los daños asegurados a los parques nacionales ascendieron a 1,6 millones de dólares australianos (766.000 dólares estadounidenses). Según la Oficina de Seguros del Territorio del Norte, los daños estructurales provocados por el ciclón Mónica ascendieron a 5 millones de dólares australianos (4,4 millones de dólares estadounidenses).
Los remanentes de Mónica produjeron lluvias significativas en partes del Territorio del Norte varios días después de que el sistema se debilitara por debajo del estado de ciclón. Se informó de inundaciones repentinas en toda la cuenca del río Adelaide, ya que hasta 261 mm (10,3 pulgadas) de lluvia cayeron en un lapso de 24 horas. El 26 de abril, los remanentes de Mónica generaron un pequeño tornado cerca de Channel Point; Se partieron varios manglares y se arrojaron ramas a las playas cercanas.

## Impactos ambientales

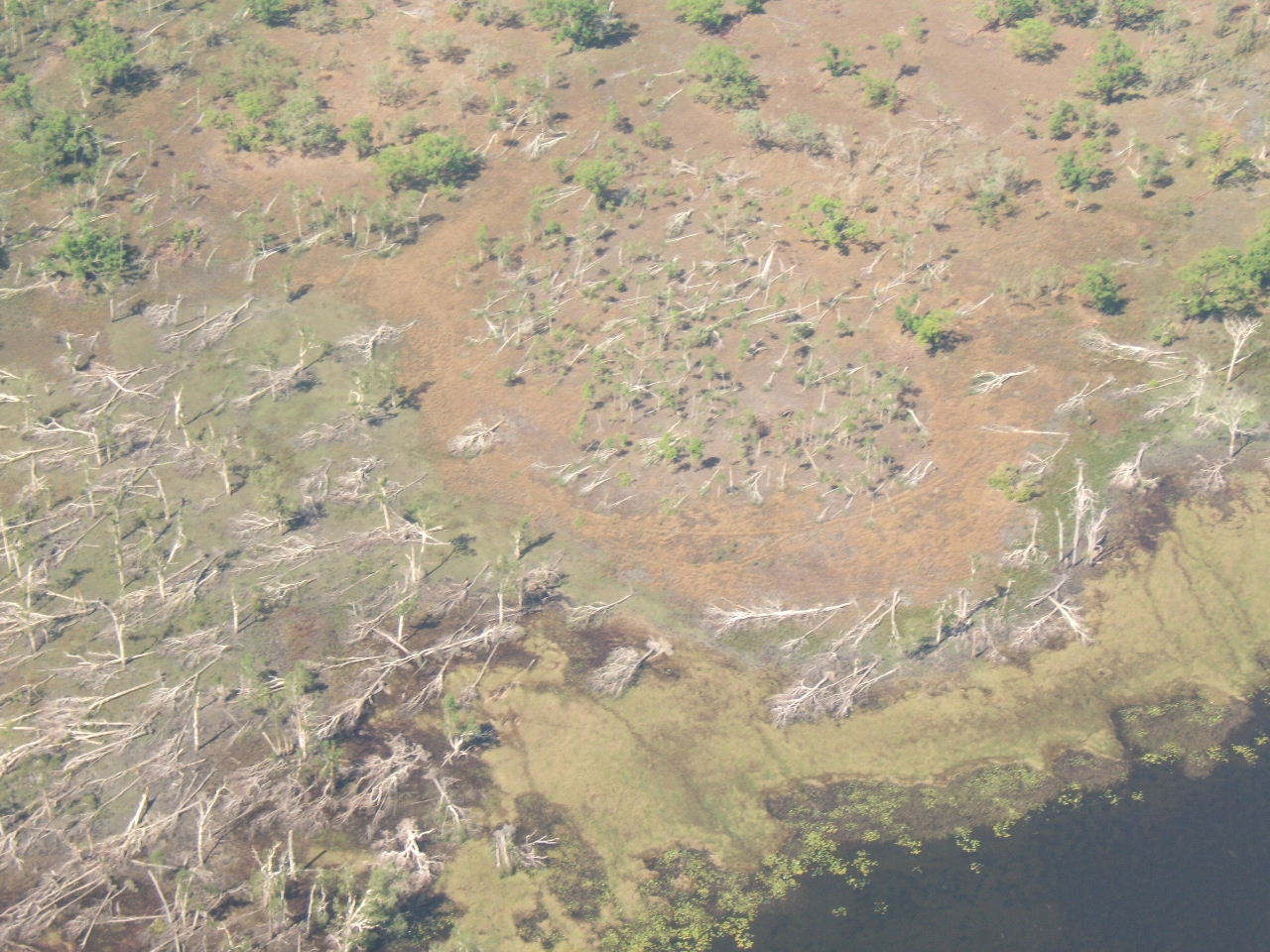
Los violentos vientos del ciclón defoliaron y derribaron miles de árboles en Junction Bay, cerca de donde Mónica tocó tierra.

La fuerza total de las ráfagas de viento estimadas de 360 km / h (220 mph) de Mónica se sintió en las regiones despobladas de sabanas tropicales del norte de Australia. Un evento de viento a gran escala afectó aproximadamente 10,400 km² (4,000 millas cuadradas) de bosque, lo que resultó en el daño o la destrucción de 140 millones de árboles. El daño se extendió de 60 a 70 km (37 a 43 millas) al norte y al sur del centro de Mónica y avanzó 200 km (120 millas) tierra adentro. Las áreas afectadas consisten principalmente en especies de árboles de Eucalyptus (a saber, Eucalyptus miniata y Eucalyptus tetrodonta) y Corymbia (a saber, C. dichromophloia, C. latifolia y C. foelscheana). Los pastos comunes en el área de la sabana incluyen Triodia bitextura y Sorghum. Las áreas cercanas al punto de llegada del ciclón, Junction Bay, también comprenden humedales y bosques pantanosos de Melaleuca. Los daños más graves se produjeron justo al este del punto de llegada a tierra, con más del 85 por ciento de la vegetación gravemente dañada; abarcaba 139 km² (53,7 millas cuadradas). En esta área, los árboles fueron completamente defoliados, cortados y/o arrancados de raíz. En un radio de 22 km (14 millas) de Junction Bay, el 77 por ciento de todos los árboles fueron arrancados de raíz o cortados por el tronco, mientras que el 84 por ciento sufrió defoliación total. En los pantanos de Melaleuca, el 60 por ciento de los árboles se rompieron o fueron arrancados de raíz una vez que las ráfagas de viento excedieron los 144 km/h (89 mph). Aproximadamente 12,7 millones de toneladas de escombros vegetativos fueron creados por la tormenta.
La cuenca del río Goomadeer, que desemboca en Junction Bay, quedó completamente despojada. La prolífica pérdida de árboles provocó cambios hidrológicos en la región, y es probable que las inundaciones se agraven a medida que aumenta el flujo de agua subterránea. Más al suroeste, la cuenca de captación de Magela Creek en el parque nacional Kakadu sufrió un impacto directo del debilitamiento del ciclón. Ráfagas de hasta 135 km/h (84 mph) impactaron la subcuenca de Ngarradj, destruyendo el 42 por ciento de la cubierta del dosel de los árboles. Las pérdidas a largo plazo en la subcuenca alcanzaron el 23 por ciento. Menos lluvia de lo que normalmente se esperaría con una tormenta de este tipo redujo la pérdida de árboles en el área, y los suelos en gran parte no se saturaron lo suficiente como para permitir que los árboles se cayeran. La gran cantidad de escombros que quedó contenía aproximadamente entre 51 y 60 millones de toneladas de gases de efecto invernadero, principalmente dióxido de carbono, o aproximadamente el 10 por ciento de las emisiones antropogénicas de gases de efecto invernadero de Australia. Con Mónica ocurriendo justo antes del inicio de la estación seca, se anticiparon incendios de matorrales generalizados en las regiones afectadas debido a la gran cantidad de leña. Sin embargo, el análisis de imágenes satelitales reveló una actividad de fuego ligeramente superior a la media en los meses posteriores al ciclón.

### Recuperación
A las pocas semanas de la tormenta, el Comité Asesor de la Región de Alligator Rivers comenzó a plantar plántulas en áreas deforestadas. En agosto de 2006, una revisión del crecimiento de las nuevas plantas encontró que del 81% al 88% de las semillas habían sobrevivido y habían comenzado a crecer. Para restaurar completamente el valle de South Alligator, los ambientalistas solicitaron A $ 7,4 millones (US $ 6,6 millones) en fondos. En un estudio en Magela Creek un año después de la tormenta, se determinó que entre el 8% y el 19% del dosel de árboles perdido debido a la tormenta había comenzado a recuperarse. Estudios adicionales en la región de Gulungul Creek y Alligator Rivers revelaron que los valores de sedimentos en suspensión en el agua corriente habían aumentado temporalmente a raíz de Mónica. Los valores superiores al promedio persistieron durante aproximadamente un año antes de que los arroyos volvieran a los niveles de sedimentos anteriores al ciclón. En un estudio de los bosques de Arnhem que fueron devastados por el ciclón, los ambientalistas informaron que se necesitarían más de 100 años para que el bosque se recuperara. Los vientos de la tormenta rompieron numerosos árboles, que se estima que tenían más de 200 años y más de 60 cm (23,6 pulgadas) de diámetro. Se estima que pasarían varios cientos de años antes de que florecieran árboles de tamaños similares en la región.

## Sucesos
El Grupo de Gestión de Desastres del Gobierno del Estado de Queensland envió helicópteros de socorro a comunidades remotas para la evacuación de personas en zonas inundadas y el transporte de trabajadores de socorro. Ya se estaban realizando esfuerzos de socorro en relación con el ciclón Larry, que causó daños importantes en Queensland. El Gobierno de Australia ayudó a las empresas afectadas proporcionando préstamos por desastre de hasta 25.000 dólares australianos para las áreas gravemente afectadas y 10.000 dólares australianos para las áreas menos afectadas. Los agricultores también recibieron hasta $200,000 en préstamos durante un período de nueve años. Tras los impactos en el Territorio del Norte, se enviaron dos equipos de limpieza desde Darwin para ayudar en los esfuerzos de limpieza en las regiones más afectadas.

### Retiro del nombre
- A pesar del daño mínimo causado por el ciclón, la Organización Meteorológica Mundial (OMM) retiró el nombre Mónica de las listas de nombres de ciclones tropicales para la región de Australia.[45]